# Заполье (Бытенский сельсовет)
Запо́лье (бел. Запо́лле) — деревня в составе Бытенского сельсовета Ивацевичского района Брестской области Республики Беларусь. Расположена в двух километрах от агрогородка Бытень.

## Этимология
Данное имя собственное является названием-ориентиром, обозначая «поселение за полем».

## Описание
Население проживает на двух улицах: Бытеньская и Запольская. Через деревню протекает маленькая речушка, впадающая в реку Щара. В Заполье работают магазин, баня и животноводческий комплекс. Ранее в деревне работали школа и производство скипидара. Недалеко от деревни располагается водохранилище. На расстоянии 200 метров от Заполья начинается деревня Мантюты.
На 2019 год в деревне проживали 57 жителей.

## Культура
- Этнографический музей ГУО "Заполянский д/с-СШ"

## Комментарии
1. ↑  Название и ударение даны по: Назвы населеных пунктаў Рэспублікі Беларусь: Брэсцкая вобласць: нарматыўны даведнік / І. А. Гапоненка і інш.; пад рэд. В. П. Лемцюговай. — Минск: Тэхналогія, 2010. — С. 150. — 318 с. — ISBN 978-985-458-198-9..